# Adaptine
Les adaptines sont des protéines permettant la formation de fosses tapissées de clathrines via l'interaction avec des récepteurs membranaires. Une clathrine est un complexe protéique composé de 6 chaînes polypeptidiques dont l'ensemble forme des triskélions. Il existe plusieurs types d'adaptines, chacun étant relié à un groupe de récepteur.
Les adaptines possèdent des similarités de séquences avec des sous-unités COPI, suggérant une origine évolutive commune.
Un groupe d'adaptines forme un complexe AP2.